# Allow Me (Portland)
Allow Me, também conhecida como "Umbrella Man", é uma icônica escultura de bronze de 1983 produzida por John Seward Johnson II. Situa-se na Pioneer Courthouse Square em Portland, Óregon, Estados Unidos, sendo um dos sete modelos que retratam um homem de tamanho natural vestido com um terno de negócios, requisitando um táxi e segurando um guarda-chuva. Foi doada anonimamente à cidade de Portland para exibição pública em 1984. Construída em bronze, alumínio e aço inoxidável, a obra mede 2,05 metros de altura e pesa 210 quilogramas (460 libras). Ela é uma das muitas obras de arte geradas pelo programa Percent for Art e é considerada parte da coleção de arte pública da cidade de Portland e Multnomah, cortesia do Conselho Regional de Artes e Cultura.
Em 1995, após dez anos, a escultura foi retirada do pedestal e transferida para a Califórnia para sua primeira grande restauração. Para manter seu brilho, Allow Me recebe revestimentos de cera fria a cada ano. Ela é uma atração turística popular e um marco local que serve de ponto de referência para encontros ou comícios políticos. A obra foi bem recebida e é conhecida pela sua aparência realista; o "Umbrella Man" foi chamado de o "homem mais fotografado em Portland" e serve de símbolo para a cidade e seus moradores.

## Descrição e história
A escultura de Portland é uma dos sete modelos de John Seward Johnson II. Construída a partir de bronze, alumínio e aço inoxidável, foi projetada por Johnson e finalizada em 1983. Um ano depois, ela foi doada anonimamente sob o nome de Harry H. Schwartz para a cidade de Portland e dedicada à exibição pública na Pioneer Courthouse Square, que é um dos locais mais populares e, consequentemente, um dos mais visitados do estado de Óregon. Em 2004, foi nomeada como a quarta melhor praça pública do mundo pelo Projeto de Espaços Públicos de Nova York.
A obra está situada no lado sul da Pioneer Courthouse Square, logo acima do anfiteatro, e é vista como um monumento de boas-vindas aos visitantes. Retrata um homem de tamanho natural vestido com um terno de negócio, "apressando-se pela praça" e chamando um táxi. Ele segura um guarda-chuva, que algumas pessoas interpretaram como uma oferta. Ele usa um relógio e uma gravata de ruibarbo; seu dedo indicador aponta para o edifício Meier & Frank, adjacente à praça. Mede 2,05 metros (81 polegadas) x 1,1 metros (43 polegadas) x 1,3 metros (51 polegadas) e pesa 210 quilogramas (460 libras). Trata-se de parte da Coleção de Arte Pública da Cidade de Portland e Multnomah, cortesia do Conselho Regional de Arte e Cultura. É uma das diversas obras de arte geradas pelo programa da cidade, Percent for Art.
Em julho de 1995, a escultura foi retirada do pedestal e enviada para a Stellar Artworks em Van Nuys, Califórnia, para uma limpeza e restauração. Ela recebeu um tratamento de vidro para remover as marcas de aves, mãos humanas, precipitações e demais poluições, além de uma camada de solvente, um revestimento de resina acrílica à base de laca. A restauração foi financiada por um doador anônimo e envolveu a Art Work Fine Art Services, Industrial Craters & Packers, O'Neill Transfer Co., Smith Masonry Contractors e o Conselho Regional de Arte e Cultura. Esta foi a primeira restauração desde 1985. Allow Me recebe anualmente revestimentos de cera fria para manter seu brilho.

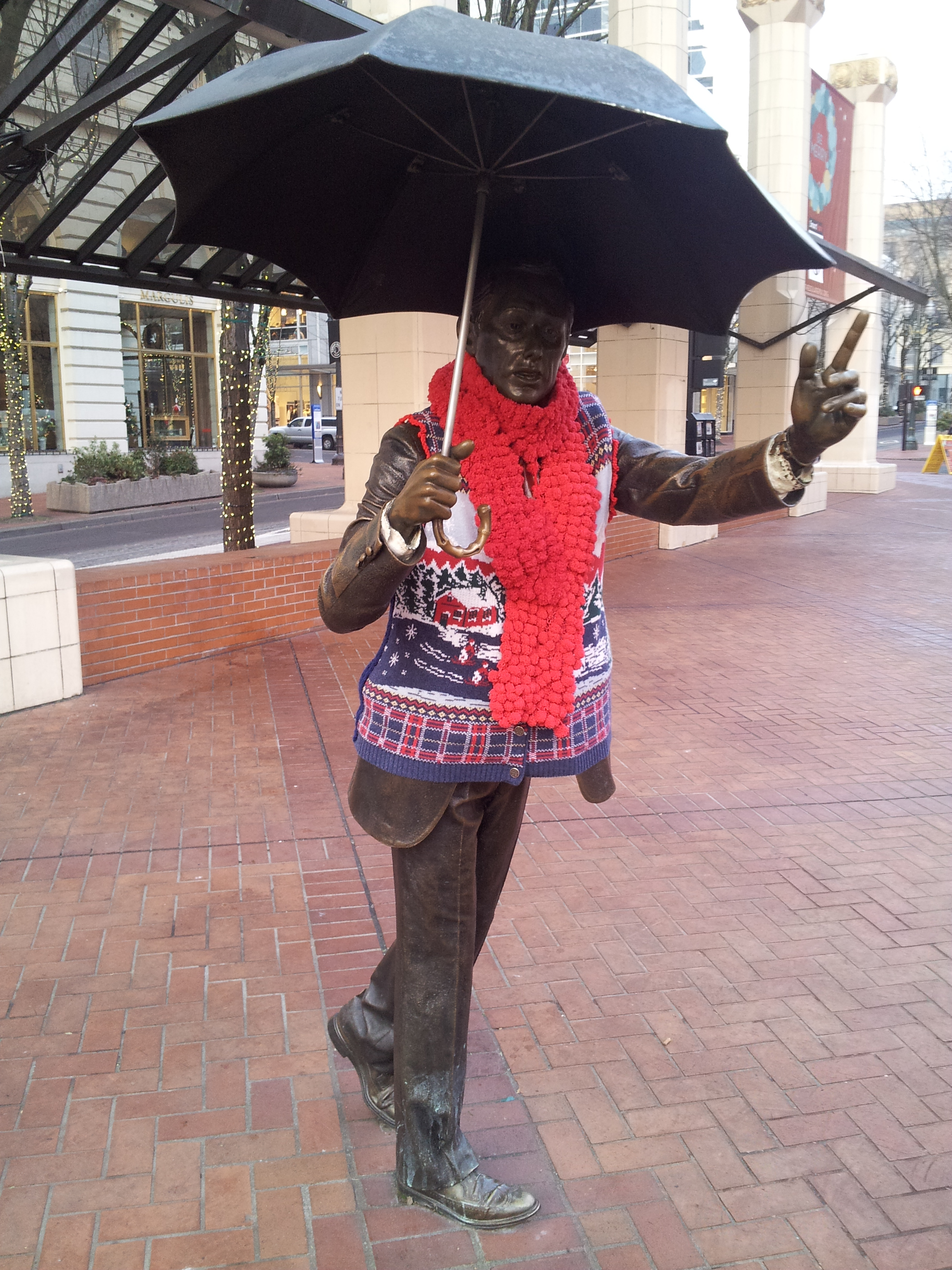
Allow Me vestido com roupas de inverno em dezembro de 2013.

A escultura tem sido utilizada como ponto de referência para encontros. Houve casos em que a obra foi utilizada para expor ou dar suporte a manifestações. Em 2011, os manifestantes do Occupy Portland equiparam a escultura com o símbolo da paz, uma máscara de Guy Fawkes e um sinal de "Nós somos o 99%" (We are the 99%).

## Recepção
A Fundação de Arquitetura de Óregon chamou a escultura de um "ícone popular" para Portland, enquanto a cultureNOW sugeriu que o sujeito retratado poderia ser o "homem mais fotografado da cidade" e acrescentou ao descrever Allow Me como uma das "esculturas mais reconhecidas e queridas", servindo como um símbolo para residentes e turistas. A colaboradora da Enciclopédia de Óregon, Elaine S. Friedman, escreveu que a obra imita os pedestres de Portland. Por outro lado, o Moon Publications descreveu em seu guia sobre artes públicas e arquitetura que Allow Me é "tão realista que você vai olhar duas vezes." O Colégio Comunitário, por sua vez, afirmou que a obra de arte é tão realista que as pessoas tentaram iniciar uma conversa com o "homem do guarda-chuva" (Umbrella Man). Além deles, Spencer Heinz do The Oregonian escreveu que a escultura "serve para alguns como um símbolo da civilidade que molda a imagem incompleta da cidade."
Em 2011, a Sunday Parkways apresentou cartões de falas aos doadores que descrevem a escultura, entre quatro cartões adicionais que mostram outras imagens icônicas da cidade. Allow Me obteve a característica de o "Melhor de Portland pela Willamette Week em 2011. Além deste, o prêmio de "Melhor Tatuagem de Portland" foi para um residente cuja tatuagem de manga com temática da cidade incluía a escultura, entre outros pontos de referência.